# 安城市立三河安城小学校
安城市立三河安城小学校（あんじょうしりつ みかわあんじょうしょうがっこう）は、愛知県安城市箕輪町昭和にある公立小学校。

## 歴史

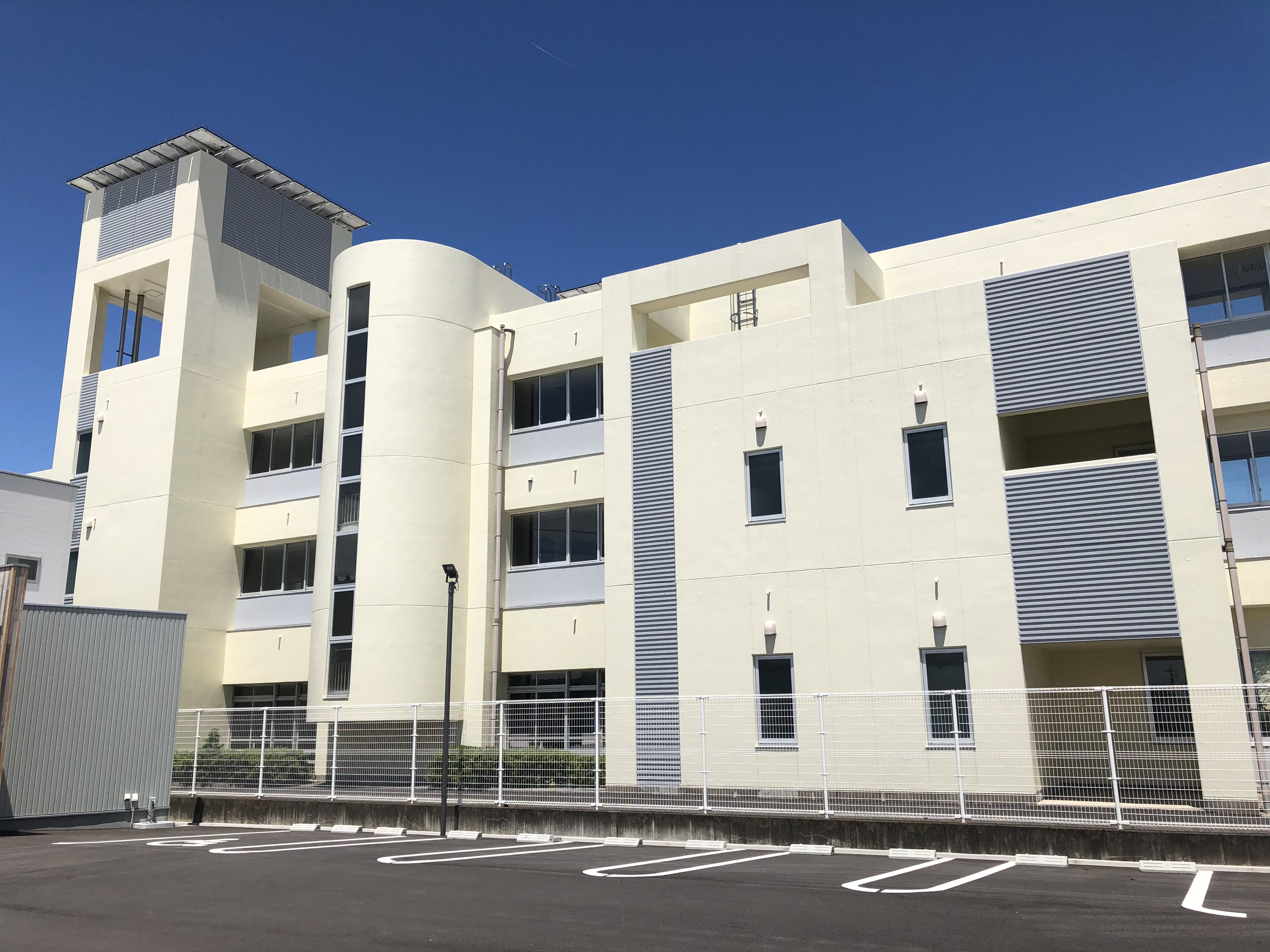
校舎

2002年（平成14年）、周辺小学校の児童数が増加したことにより、安城市立桜町小学校、安城市立安城西部小学校、安城市立二本木小学校より分離独立して安城市立三河安城小学校が開校した。

### 年表
- 2002年（平成14年）4月1日 - 開校。
- 2005年（平成17年）3月8日 - 校歌制定。
- 2011年（平成23年） - 開校10周年。
- 2012年（平成24年） - 特別支援学級を市内全校に設置[1]。
- 2021年（令和3年）11月19日 - 午前に開校20周年記念式典挙行。

## 教育目標
- 「共に生きる」
- 「かしこく なかよく 元気よく」

## 学区
- 安城市
  - 箕輪町、横山町赤子・石ナ曽根・下管池・八左・山田・横山・大山田下・大山田中（県道岡崎刈谷線以南）・毛賀知（県道岡崎刈谷線以南）・下毛賀知（県道岡崎刈谷線以南）・寺下（県道岡崎刈谷線以南）、三河安城町1丁目、三河安城東町、三河安城南町

## 外部ページ
- 公式ウェブサイト（日本語）